# おもろい夫婦事件帖
『おもろい夫婦事件帖』（おもろいふうふじけんちょう）は、1999年から2001年までフジテレビ系「金曜エンタテイメント」で放送されたテレビドラマシリーズ。全3回。主演は橋爪功。
タイトルは『主夫刑事と猛妻鑑識官の夫婦事件帳』（パイロット版） → 『おもろい夫婦事件帖』（第1作 - 第2作）

## キャスト

### 志摩家
志摩勇次
演 - 橋爪功
元警視庁捜査一課の警部補。33年間勤めた警視庁を依願退職し主夫になる。発明家。
娘の紀代美と息子の勇太郎は独立している。
志摩真紀子
演 - 小柳ルミ子
警視庁鑑識課の係長。勇次の妻。

### その他
森川慎吾
演 - 竹本孝之（第0作・第2作）
警視庁捜査一課の警部補（第0作）。勇次の元部下。第2作は所轄の刑事になっている。
脇田小十郎
演 - 犬塚弘（第0作・第2作）
築地医科大学医学部法医学研究室の教授。

### ゲスト
第0作「主夫刑事と猛妻鑑識官の夫婦事件帳」（1999年）
- 権藤公康（ゴンドー運輸 3代目社長） - 吉見一豊
- 小日向千明（三上がセカンドハウスにしていたマンションの隣人） - 椎名ルミ
- 辰巳彰（ヤクザ） - 草薙良一
- 九鬼正勝（ゴンドー運輸 専務） - 藤原喜明
- 三上誠一郎（ゴンドー運輸 副社長・勇次の旧友） - 伊藤昌一
- 三上靖枝（誠一郎の妻） - 泉晶子
- 巡査 - 蟹江一平
- 五木田（警視庁新宿南警察署 係長） - 土屋良太
- 大関（警視庁捜査一課 警部） - 遠藤征慈
- 神崎達也（運輸産業省 局長） - 清水章吾
- 緑（BAR「あやしげ」ママ） - 久野真紀子
- 松本（ケーキ店の客） - 松本じゅん
- アナウンサー - 坂口進也
- 解剖医 - 長克巳
- 冒頭の犯人 - アリ・アーメッド
- BAR「あやしげ」ホステス - シェリー・スウェニー

第1作「おもろい夫婦事件帖1」（2001年）
- 黒沢俊江（実篤の顧問弁護士） - 香山美子
- 黒沢達彦（弁護士・俊江の息子） - 尾美としのり
- 結城カオル（カオルファイナンス 社長・武郎の妹・実篤の姪） - 山下容莉枝
- 結城武郎（不動産屋・実篤の甥） - 中島陽典
- 檜（神奈川県警本部 警部） - 松澤一之
- 神奈川県警鎌倉南警察署 刑事 - 竹本純平
- 結城実篤（資産家） - 山田吾一
- 宮川慎平（大学生・宮川と加奈の息子） - 渡部大輔
- 村川ナツミ（慎平の昔の恋人） - 林真里花
- 慈雲堂内科病院 婦長 - 池田道枝
- ヨシユキ（画家） - 佐古正人
- 宮川（長野県警 刑事・3年前転落死） - 松井範雄
- 借金取り - 手塚秀彰
- 藤森康雄（指名手配犯） - 仲田天使
- 出前配達員 - 宮川ギナ
- 宮野下（神奈川県警鑑識課長・警視） - 西田健
- 宮川加奈（宮川の妻） - 姿晴香

第2作「おもろい夫婦事件帖2」（2001年）
- 日高圭子（靖の妻） - 美保純
- 財前千奈津（看護婦・正の後妻） - 筒井真理子
- 財前美沙 - 渋谷琴乃
- 財前伸一 - 中村繁之
- 日高靖（葬儀屋・正のいとこ） - 安藤一夫
- 清元清（托鉢僧） - 佐々木睦
- 財前正（カイロプラクティックチェーン 社長・勇次の先輩） - 勝部演之
- 日高トヨ（靖の母） - 佐々木すみ江

## スタッフ
- 企画 - 清水賢治（フジテレビ編成部 / 第0作 - 第1作）、瀧山麻土香（フジテレビ編成部 / 第0作）、金井卓也（フジテレビ / 第1作）
- 脚本 - 渡辺善則
- 監督 - 長尾啓司
- プロデューサー - 赤司学文、石川好弘（オセロット）
- 制作 - フジテレビ、オセロット

## 放送日程
- 第1作は当初2000年12月22日に放送予定していた。

| 話数 | 放送日        | サブタイトル                                                                                 | 脚本     | 監督     |
| ---- | ------------- | -------------------------------------------------------------------------------------------- | -------- | -------- |
| 0    | 1999年5月07日 | 手を触れずに目の前の男を窒息死させた殺人者                                                   | 渡辺善則 | 長尾啓司 |
| 1    | 2001年1月19日 |                                                                                              | 渡辺善則 | 長尾啓司 |
| 2    | 2001年6月29日 | 泥沼の醜い親族関係が鍵を握る連続中毒殺人事件…謎の僧侶が語る真犯人の女とは！逆恨みが招く悲劇… | 渡辺善則 | 長尾啓司 |